# Tamme (Orava)
Tamme – wieś w Estonii, w prowincji Põlva, w gminie Orava.